# Yngve Sköld
Karl Yngve Sköld (Vallby, Södermanland, 29 april 1899 – Ingarö, bij Värmdö 6 december 1992) was een Zweeds componist, pianist en organist. Voor bepaalde werken gebruikte hij als componist het pseudoniem: L. Hagwald

## Levensloop
Sköld studeerde piano van 1915 tot 1918 bij Richard Andersson, muziektheorie bij Harald Fryklöf aan de het conservatorium van Stockholm en legde in 1919 zijn organistenexamen af. Verdere studies in compositie, orkestdirectie en piano deed hij aan het conservatorium van Brno van 1920 tot 1921 en in 1922 aan het conservatorium van Praag.
Sköld was vanaf 1923 werkzaam als pianist in de Zweedse filmindustrie en van 1938 tot 1964 als bibliothecaris aan het Zweedse Muziek Informatie Centrum. 
Als componist was hij sterk beïnvloed van de vertegenwoordigers van de Noordische romantiek. Vooral de Denen Louis Glass en Hakon Børresen en later de Fin Uuno Klami. Maar in zijn werken klinkt ook een oriëntatie aan Pjotr Iljitsj Tsjaikovski, Frederick Delius en soms ook Malcolm (Henry) Arnold door. Hij schreef als componist voor verschillende genres. 

## Composities

### Werken voor orkest

#### Symfonieën
- 1937 Symfonie nr. 2 op. 36
- 1948 Symfonie nr. 3 op. 50
- 1966 Symfonie nr. 4 op. 66

#### Concerten voor instrumenten en orkest
- 1921 Konsert-fantasi (Concert fantasie) nr. 2 voor piano en orkest, op. 21
- 1936 Suite concertante voor altviool en orkest op. 35
- 1939 Konsertstycke (Concert) voor trompet en orkest op. 37
- 1939 Sinfonia da chiesa voor orkest en orgel op. 38
- 1941 Concert voor viool en orkest op. 40
  1. Allegro moderato
  2. Andante
  3. Allegro scherzando
- 1946 Concert nr. 2 voor piano en orkest op. 46
- 1947 Concert voor cello en orkest op. 49
- 1950 Concert voor viool, cello en orkest op. 52
- 1969 Concert nr. 3 voor piano en orkest op. 67
- 1977 Concert voor hoorn en orkest op. 74

#### Andere werken voor orkest
- 1928 Festpolonäs (Feest-Polonaise), voor orkest
- 1930 Svit (Suite) nr. 1, voor orkest op. 30 
  1. Preludium
  2. Berceuse
  3. Burlesk
  4. Menuett
  5. Alla marcia
- 1936 Poème in F-groot, voor viool en orkest
- 1936 Lyriskt poem (Lyrisch poème), voor viool en orkest op. 34
- 1945 Consolation, voor altviool en klein orkest
- 1945 Svit (Suite) nr. 2, voor orkest op. 44
- 1946 Konsertuvertyr (Concert ouverture) op. 47
- 1947 Svit (Suite) nr. 2, voor strijkorkest op. 48
- 1952 Divertimento, voor orkest op. 53
- 1953 Två dansstycken (Twee dansstukken), voor orkest op. 54 
  1. Vals-Impromtu
  2. Tarantella
- 1953 Tankar i skymningen - Poème, voor orkest
- 1955 Fantasi-uvertyr (Fantasie-ouverture) op. 56
- 1965 Concertino, voor blazers, strijkers en pauken op. 63
- Ack, Värmeland du sköna
- Adagio, voor klein orkest
- Adagio - uit het strijkkwartet op. 29, voor kamerorkest
- Bagatell
- Berceuse
- Cantilena
- Elegie, voor klein orkest
- Festmarsch (Bröllopsmarsch), voor orkest
- Filmmusik, voor orkest
  1. I skymningen
  2. Promenad i vagn
  3. Utmarsch
  4. Cantilena
- Intermezzo, voor orkest
- Legend, voor altviool en orkest op. 9
- Melodi in Bes-groot, voor viool en strijkorkest
- Poème elegiaque op. 25
- Skogspromenad
- Svit (Suite) Nr. 1, voor strijkorkest op. 39
- Två stycken (Twee stukken), voor orkest op. 42
- Vals-Caprice, voor strijkorkest en piano
- Variationer över "Moder Jords vaggvisa", voor orkest op. 51A

### Werken voor harmonieorkest
- 1938 Festpolonäs f militärorkester
- 1939 Passacaglia uit de "Sinfonia da chiesa" op.38
- Alla marcia uit de "suite voor orkest nr. 1" op. 30
- Bagatell, voor harmonieorkest
- Elegie, voor harmonieorkest

### Cantates en gewijde muziek
- 1935 Gustaf Adolfs-Kantat, voor sopraan, bariton soli, gemengd koor, orgel en strijkorkest op. 32
- 1957 Maria, Jesu moder, voor gemengd koor - tekst: Ernst Törnquist
- Herren min herde är, psalm 23 voor zangstem en piano

### Werken voor koren
- 1944 Sång till människan, voor tenor solo met mannenkoor en orkest, op. 43
- 1946 Min kärleks unga visa, voor gemengd koor - tekst: Eric Sjöström
- 1949 Positivspelaren, voor gemengd koor
- 1957 O Gud, giv oss din Andes nåd, voor gemengd koor
- 1957 Skymningstimmen sakta nalkas, voor gemengd koor - tekst: Axel Fredrik Runstedt
- Å Svenska flaggans dag, voor mannenkoor - tekst: Alfred Vestlund
- Försomma, voor mannenkoor - tekst: Alfred Vestlund
- Höst, voor mannenkoor
- Vårens lärka, voor gemengd koor - tekst: Eric Sjöström

### Vocale muziek
- 1931 Oktoberkväll, voor zangstem en piano - tekst: Eric Sjöström
- 1934 Säg, varfrån kom du, voor zangstem en orkest
- 1939 Det hårda villkoret, voor mezzosopraan en orkest - tekst: Akke Kumlien
- 1965 Höst, voor zangstem en piano - tekst: Alfred Vestlund
- Adagio, voor zang en piano - tekst: Bo Bergman
- Kärlekens örtagård, voor zangstem en piano - tekst: Ingegerd Granlund
- Vijf canzones, voor zangstem en piano - tekst: Jaroslav Podovsky
  1. Alaude, canta
  2. Ne abandona me
  3. Li voce de cloches
  4. Canzonette
  5. De u it veni

### Kamermuziek
- 1916 Romans, voor altviool en piano
- 1919 Fantasi, voor altviool (of: viool) en orgel op. 12
- 1920 Poème, voor viool en piano op. 16
- 1920 Adagio patetico, voor altviool en piano
- 1921 Pezzo drammatico, voor viool en piano op. 19
- 1926 Siciliana con variazioni, voor twee violen en piano
- 1926 Elegie, voor viool, altviool en orgel
- 1927 Sonatin, voor viool en piano op. 23
- 1927 Serenad, voor dwarsfluit, viool en altviool op. 27
- 1931 Alla leggenda, voor altviool en orgel op. 31
- 1933 Melodi in G-groot, voor viool, altviool/cello en piano
- 1939 Meditation, voor strijkkwartet op. 39a
- 1944 Svit i gammal stil, voor viool en piano op. 42
- 1945 Klassisk svit (Klassieke suite), voor viool en altviool
- 1946 Konsertstycke (Concertstukken), voor trompet en piano
- 1948 Trio nr. 2, voor twee violen en altviool
- 1955 Strijkkwartet nr. 2
- 1957 Sonatina, voor dwarsfluit en piano op. 57
- 1958 Kvartett, voor twee dwarsfluiten, cello en piano op. 58
- 1959 En valsmelodi, voor dwarsfluit en piano
- 1962 Sonata, voor altviool en orgel op. 62
- 1965 Strijkkwartet nr. 3
- 1966 Liten svit (Kleine suite), voor dwarsfluit en piano
- 1971 Divertimento, voor viool, cello en piano  op.70
- 1973 Pastoralsvit, voor twee violen
- 1974 Strijkkwartet nr. 4 op. 72
- 1974 Svit (Suite), voor hoorn en piano op. 71
- 1975 Trio domestico, voor viool, altviool en cello, op. 73
- 1979 Impromptu, voor hoorn, altviool, cello en piano op. 76
- Elegisk melodi, voor viool, cello en piano
- Festmarsch, voor strijkkwartet
- Klassisk svit (Klassieke suite), voor dwarsfluit en piano
- Menuett, voor drie violen en cello
- Pastoral, voor drie violen en cello
- Strijkkwartet, voor drie strijkers en piano op. 29
- Två stycken (Twee stukken), voor dwarsfluit en piano
- Vals-Caprice, voor viool en piano
- Vijf stukken, voor cello en piano op. 41

### Werken voor orgel
- 1922 Svit (Suite), op. 13 
  1. Introduzione
  2. Inno misterioso
  3. Passacaglia
- 1924 Hjalmar Brantings sorgmarsch op. 42
- 1930 Pastoral
- 1932 Postludium in D-groot
- 1939 Sinfonia da chiesa - Passacaglia op. 38
- 1945 Consolation, voor altviool en orgel
- 1949 Preludium och fuga b-klein
- 1953 In memoriam
- 1958 Bröllopsmarsch (Bruiloftmars)
- 1961 Betraktelser - Meditazioni, zeven stukken voor orgel op. 61
- Adagio
- Festmarsch
- Larghetto
- Meditation
- Svit nr 2 (Suite Nr. 2) op. 48

### Werken voor piano
- 1914 Sonate, voor piano op. 1
- 1917 Tre ballader (Drie ballades) op. 8
- 1919 Tema med variationer (Thema en variaties) op. 6
- 1928 Fantasivariationer op. 28
- 1936 Valse chromatique, voor twee piano's op. 33
- 1944 Gavott och Musett, voor piano vierhandig
- 1947 Giga, voor piano vierhandig
- 1950 Variationer över..."Moder Jords vaggvisa" av Sari Ivarson op. 51
- 1952 Skogspromenad
- 1956 Birgittas menuett
- 1960 Dansfantasi, voor piano vierhandig
- 1961 Variationer över en dansmelodi av Hilding Sköld
- 1963 Sonat nr. 2 op. 64
- 1970 Sonatina op. 68
- 1970 3 impromtus op. 69
- 1973 Vals-intermezzo
- 1976 Egyptiska bilder - Tre pianostycken
- 1977 Fantasi över ett tema av Seraphin E Albisser
- 1978 Variationsfantasi op. 75
- 1978 Menuett
- 1979 Intermezzo
- Preludio e fuga op. 20
- Två dansstycken (Twee dansstukken), voor piano vierhandig
- Valse chromatique op. 33
- Vals-Episod, voor piano zeshandig

### Werken voor harmonium
- 1914 Två stycken (Twee stukken)

### Filmmuziek
- 1929 Rågens rike
- 1934 Anderssonskans Kalle
- 1935 Bränningar
- 1944 Gryning
- 1947 The Hunter and the Forest
- 1950 Kvartetten som sprängdes
- 1952 Under svällande segel